# Centris pallida
Centris pallida är en biart som beskrevs av Fox 1899. Centris pallida ingår i släktet Centris och familjen långtungebin. Inga underarter finns listade.